# Sarcocornia fruticosa
Sarcocornia fruticosa är en amarantväxtart som först beskrevs av Carl von Linné, och fick sitt nu gällande namn av Andrew John Scott. Sarcocornia fruticosa ingår i släktet Sarcocornia och familjen amarantväxter. Inga underarter finns listade i Catalogue of Life.

## Bildgalleri

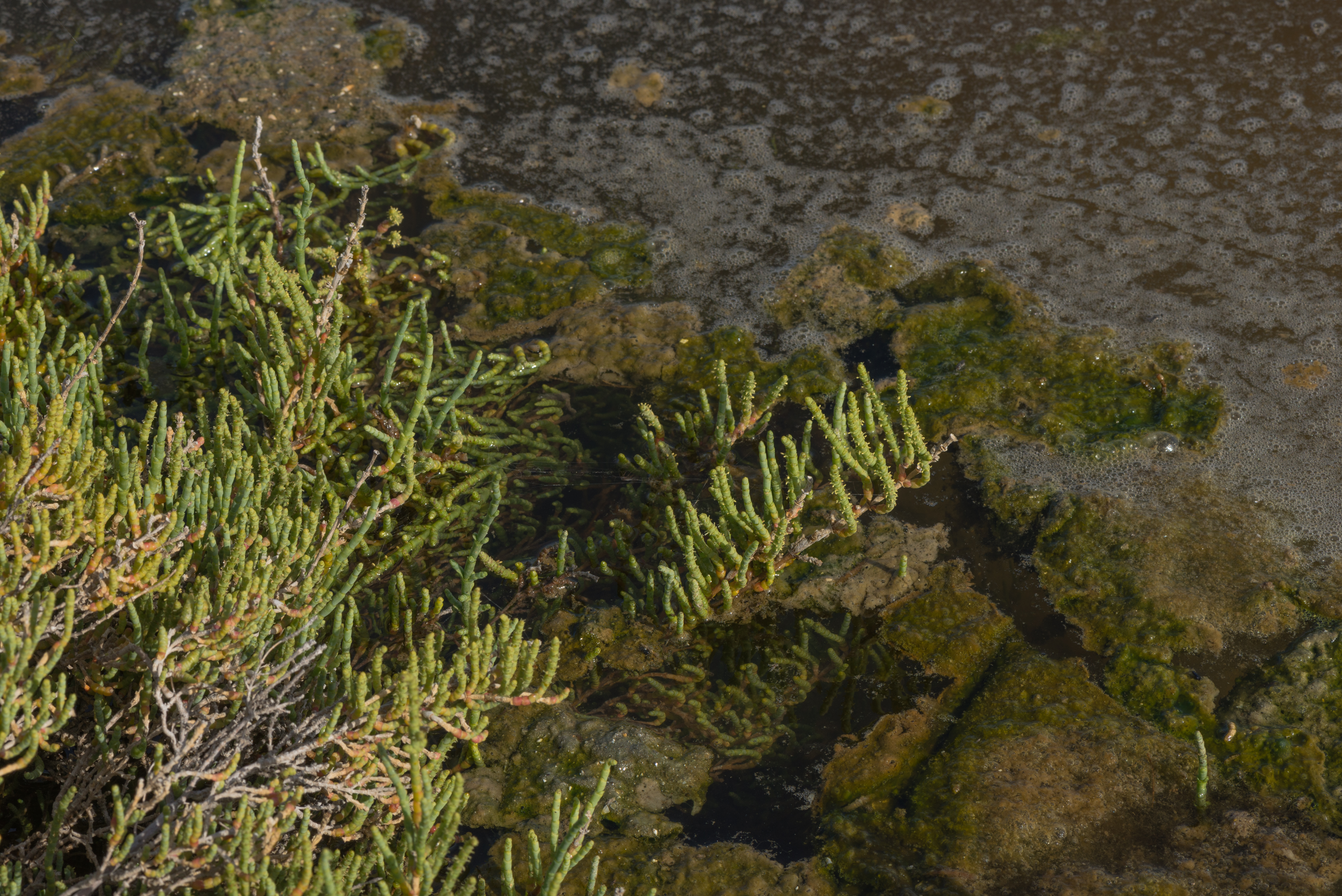
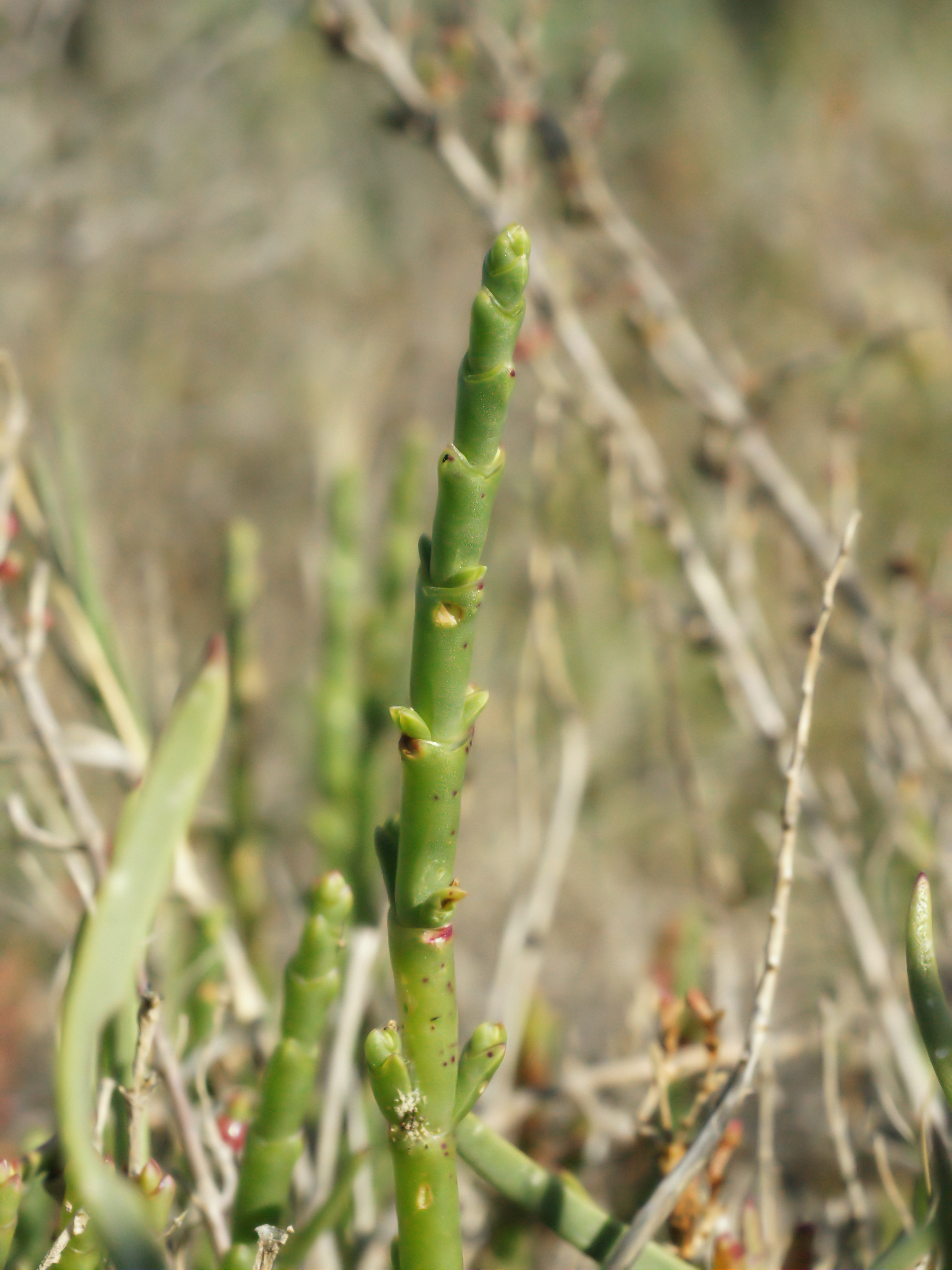
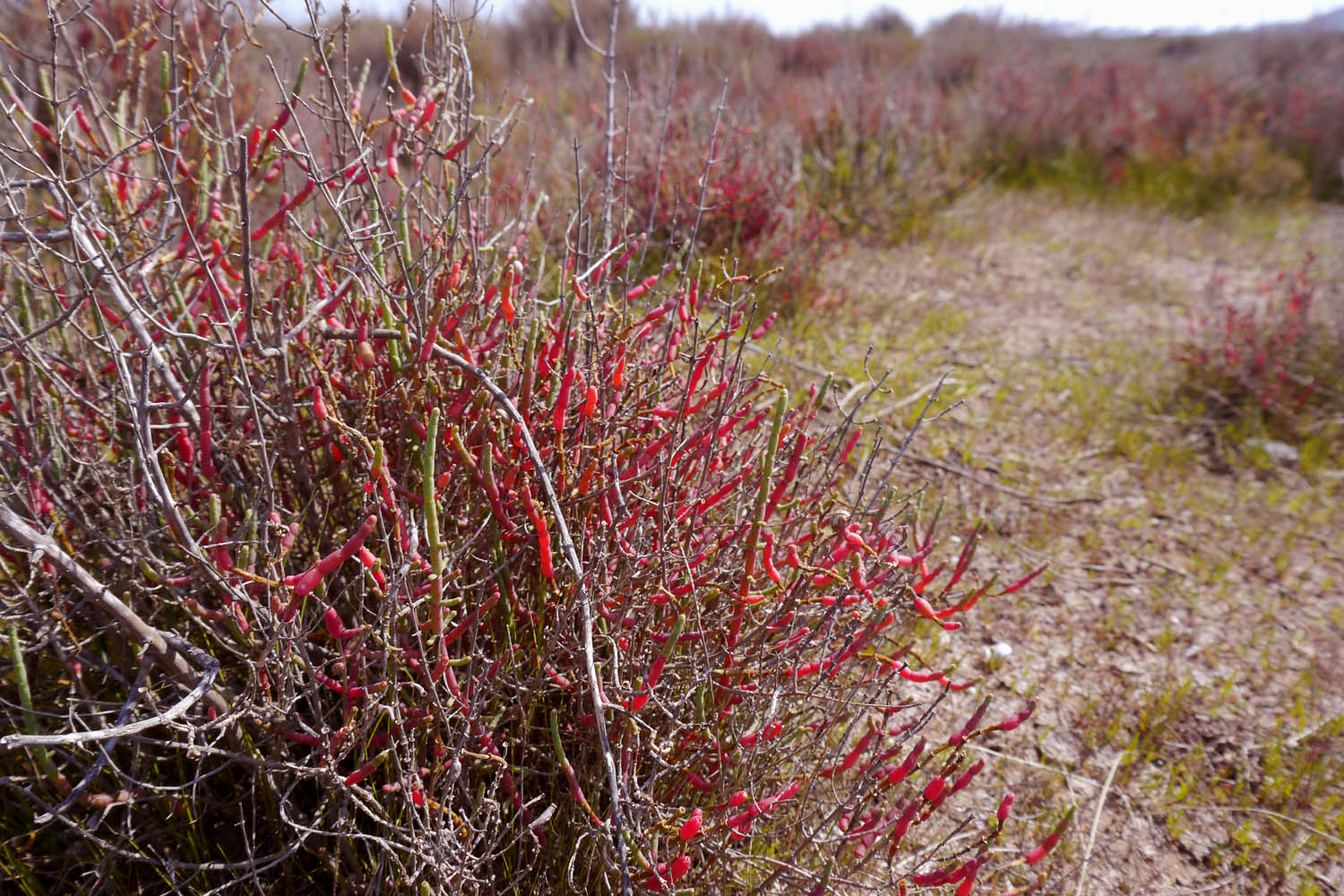
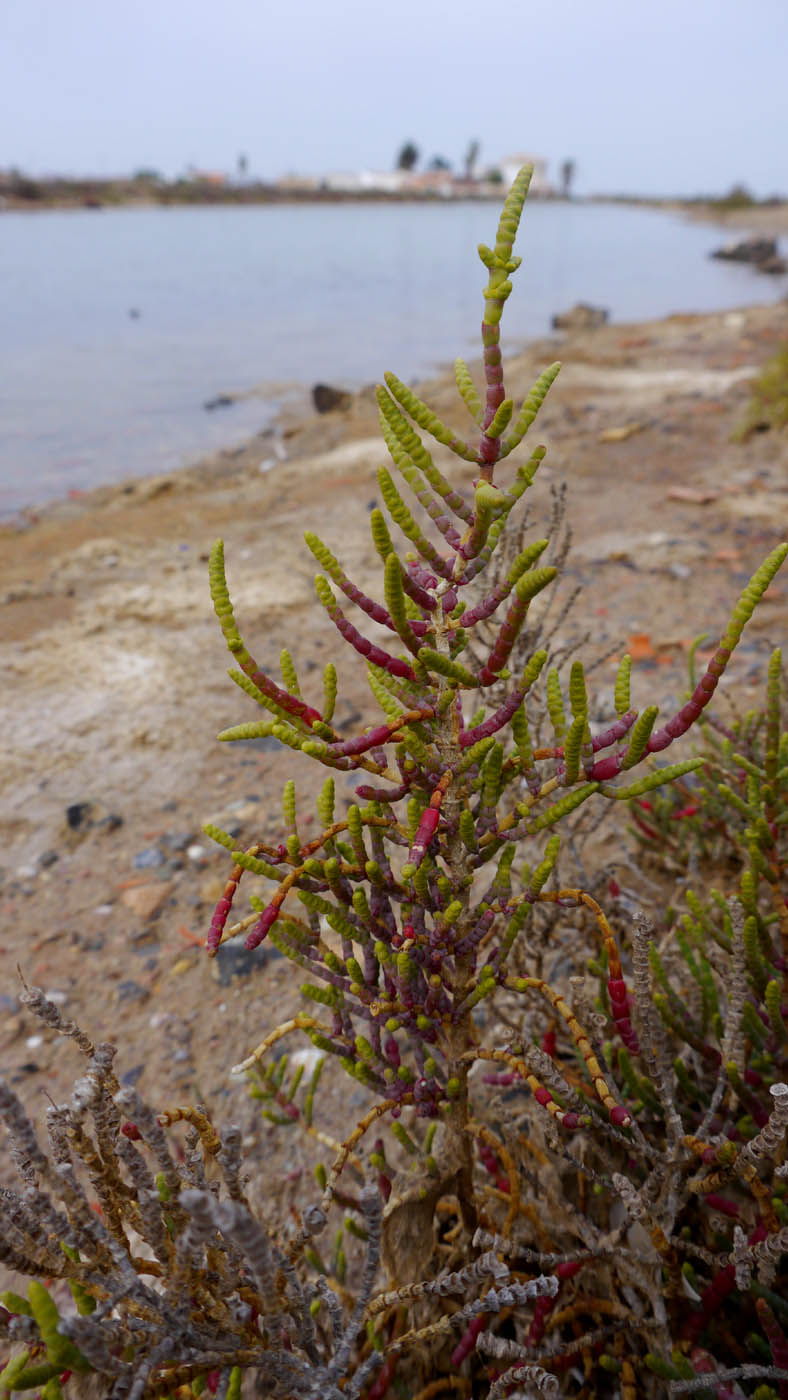